# のがみけい
のがみ けい（3月10日 - ）は、日本の漫画家。神奈川県平塚市出身。本名は上野敬子。八ヶ岳南麓にて「歌って踊ってマンガも描ける陶芸家」を目指しているとの事（2000年時点）。

## 来歴
1969年、「りぼん新人賞」佳作を受賞した『GO GO Pipy（）』が『りぼんコミック』9月特大号（集英社）に掲載されデビュー。1970年代は『りぼん』を中心に活躍。1980年代以降はレディースコミックにも活躍の場を広げる。

## 作風・評価
平凡社刊行MOOK本の『少女マンガの世界2』に於いて、米沢嘉博は「のがみけい」を「多様なるエンターテインメント』とのタイトルで紹介している。曰く『りぼん』の元気のいい描き手と思われていた作者・のがみが、学園ラブコメの猛威によって消滅しかかっていた水野英子が創り出した少女漫画のスペクタルロマンの流れを汲みつつも、よりダイナミックな『ナイルの鷹』（『りぼん』1971年9月号）で戦いや陰謀を含む壮大なロマネスクを描き、時代物の『風よ雲』（『りぼん』1973年6月号）といった新しい方向性の作品も発表。
バランスのとれた絵柄ゆえか読者に強烈な印象を与えず、青春ラブコメや感動生活物語、歴史物など幅広いジャンルでどんな作品も違和感なく描けてしまう為、「器用な作家の道を歩んでいく」とも。レディースコミック誌に進出しても何でも手がけ「大衆エンターテインメント作家」であり続けていると締め括っている（1994年時点）。
上述2作以外に列挙された作品（いずれも『りぼん』掲載）：『白い恋人たち』1972年1月号読切53頁／『星がひとつ』1973年1月号前後編83頁／『エミの肖像』1974年10月号前後編104頁／『あじさい色の時』1975年6月号巨弾76頁／『うるわしき野郎ども』1975年9月号新連載／『タァちゃんのうた』1976年2月号感動の長編読切60頁。

## 単行本リスト
- シャボン玉とばそ（集英社、りぼんマスコットコミックス、1971年）
- ナイルの鷹（集英社、りぼんマスコットコミックス、1972年）※のち集英社漫画文庫、1977年。
- さくら詩（集英社、りぼんマスコットコミックス、1972年）
- 彼は風（集英社、りぼんマスコットコミックス、1973年）
- 風よ雲（集英社、りぼんマスコットコミックス、1975年、全2巻）
- エミの肖像（集英社、りぼんマスコットコミックス、1976年）
- うるわしき野郎ども（スタジオシップ、シップポケットコミックス、1978年）
- さくら荘物語（スタジオシップ、シップポケットコミックス、1978年）
- やさしい沈黙（スタジオシップ、シップポケットコミックス、1978年）
- タァちゃんのうた（集英社、集英社漫画文庫、1978年）
- 阿修羅花伝（講談社、講談社コミックスmimi、1978年）
- 狼たちの挽歌（集英社、セブンティーンコミックス、1981年）
- 三人悪女恋のわるのり（秋田書店、ボニータコミックス、1982年）
- 星の聖良（秋田書店、ボニータコミックス、1982年）
- 虹のごとく（秋田書店、ボニータコミックス、1983年）
- 誘惑されて（秋田書店、ボニータコミックス、1983年）
- 芥子の花（秋田書店、ボニータイブコミックス、1983 - 1989年、全15巻）
- 五年目のUターン（集英社、YOUコミックス、1983年）
- 砂のエンブレム（集英社、YOUコミックス、1984年）
- 夜のミューズ（集英社、YOUコミックス）
- 魔女の宴（集英社、YOUコミックス）
- 死面の肖像（講談社、ロマンミステリーKC、1984年）
- 風のソナタ 芥子の花・番外編（秋田書店、秋田レディースコミックス、1986年）
- 魔粧（双葉社、ジュールコミックス、1987年）
- 月の雫（集英社、YOUコミックス、1988年）
- 水の絆（双葉社、ジュールコミックス、1989年）
- 太郎が街にやって来た（集英社、YOUコミックス、1989年）
- 花の褥（集英社、YOUコミックス、1992年）
- 夜叉の庭（スコラ、スコラレディースコミックス、1992年）
- 薔薇のパトリシア（集英社、YOUコミックス、1993年）
- 地獄のフーガ（スコラ、スコラLCミステリー、1993年）
- 花づくし思い乱れて（双葉社、双葉文庫、2001年）
- 黄泉の花嫁（あおば出版、あおばコミックス、2003年）
- 黄泉の歌が聴こえる（あおば出版、あおばコミックス、2003年）
- 胡蝶幻妖（あおば出版、あおばコミックス、2004年）
- バビロンの手（あおば出版、あおばコミックス、2004年）
- 禁恋華（あおば出版、あおばコミックス、2004年）
- 地獄のフーガ（あおば出版、あおばコミックス、2005年）
- 悪魔のファイル（あおば出版、あおばコミックス、2006年）
- 仮面の誘惑（あおば出版、あおばコミックス、2006年）
- 芥子の花 帝王の門（秋田書店、A.L.C.SELECTION、2006 - 2009年、全5巻）
- 新バビロンの手（カノン・クリエイティブ、カノンコミック、2016年)

### エッセイなど
- のがみけい（著）／島村香葉（マンガ協力）『陶芸やるゾ：コミックで楽しくわかる陶芸入門』（第1刷）集英社〈SHUEISHA COMIC〉、2000年3月8日。ISBN 4-08-333013-9。

## TVドラマ
- 突然の訪問者（現代怪奇サスペンス、フジテレビ、1986年）※原作